# Sommancourt
Sommancourt is een gemeente in het Franse departement Haute-Marne (regio Grand Est) en telt 59 inwoners (2009). De plaats maakt deel uit van het arrondissement Saint-Dizier.

## Geografie
De oppervlakte van Sommancourt bedraagt 5,8 km², de bevolkingsdichtheid is dus 10,2 inwoners per km².
De onderstaande kaart toont de ligging van Sommancourt met de belangrijkste infrastructuur en aangrenzende gemeenten.

## Demografie
Onderstaande figuur toont het verloop van het inwonertal (bron: INSEE-tellingen).